# تشارلز إنغرام
تشارلز إنغرام (بالإنجليزية: Charles Ingram)‏ هو رائد سابق في الجيش البريطاني اُشتهر بسبب إدانته في الغش في برنامج من سيربح المليون في نسخته الأصلية في عام 2001، وذلك بالاتفاق مع زوجته وشخصٍ آخر عن طريق الكحة عندما يقوم بذكر الجواب الصحيح، يُذكر بأن تشارلز استطاع الفوز بالجائزة الكبرى والإجابة على خمسة عشر سؤالاً.

## الإدانة
في يوم 10 سبتمبر عام 2001 شارك تشارلز إنغرام في برنامج من سيربح المليون وكانت قد رافقته زوجته ديانا في البرنامج، استطاع تشارلز الفوز بمليون باوند (جنيه إسترليني) بعد أن أجاب بخمسة عشر سؤالاً بشكلٍ متتالي وهي الطريقة الوحيدة للفوز بهذا المبلغ المادي حسب قانون البرنامج، تمت إدانته فيما بعد بالغش في المسابقة بالإتفاق مع زوجته ومُسابق آخر يُدعى تيكوين وينتوك وذلك عن طريق السعال المتعمد (الكحكحة) عند ذكر تشارلز للإجابة الصحيحة أثناء تفكيره بحل السؤال، وظهرت الأصوات بشكلٍ واضح في البرنامج لاسيما عند وقت الإجابات، سبق لزوجته ديانا أن شاركت في البرنامج وفازت بمبلغ 32 ألف باوند، كما سبق لشقيقها أيضاً أن شارك في البرنامج وفاز بنفس المبلغ.
في 7 أبريل عام 2003 أقرّت المحكمة بحكم السجن مع وقف التنفيذ لمدة عامين (حُكم على الزوجين بـ 18 شهراً، وحكم على وينتوك بـ12 شهراً) مع غرامات ماليّة بلغ مجموعها 115 ألف باوند. وفي 19 أغسطس من نفس العام أمر القاضي بإقالة تشارلز من عمله كرائد في الجيش البريطاني بعد 17 عاماً من الخدمة مع عدم التأثير في استحقاقه في المعاش التقاعدي.

## روابط خارجية
- تشارلز إنغرام على موقع IMDb (الإنجليزية)
- تشارلز إنغرام على موقع قاعدة بيانات الفيلم (الإنجليزية)